# Nguyễn Thị Hoàng Nhung
Nguyễn Thị Hoàng Nhung (sinh năm 1986 tại Thái Nguyên) là Hoa hậu các dân tộc Việt Nam năm 2007.
Nguyễn Thị Hoàng Nhung là người dân tộc Tày. Cô giành được vương miện Hoa hậu các dân tộc Việt Nam năm 2007 khi cô 19 tuổi. Ước mơ của Nhung, như cô thổ lộ trong đêm chung kết, đã thể hiện trong sự lựa chọn ngành học: trở thành người quản lý văn hóa giỏi. Năm 2008, cô là sinh viên năm thứ 4 khoa Quản lý văn hoá, Trường Đại học Văn hóa Hà Nội.
Đáng lẽ cô trao lại vương miện cho tân Hoa hậu các dân tộc Việt Nam 2009 tại Festival Hoa Đà Lạt 2009, tuy nhiên Festival đã dời đến năm 2010 để chào mừng 1000 năm Thăng Long-Hà Nội.